# Maroc aux Jeux olympiques d'hiver de 1992
 (octobre 2023).
Si vous disposez d'ouvrages ou d'articles de référence ou si vous connaissez des sites web de qualité traitant du thème abordé ici, merci de compléter l'article en donnant les références utiles à sa vérifiabilité et en les liant à la section « Notes et références ».
La participation du Maroc aux Jeux olympiques d'hiver de 1992 à Albertville en France, constitue la quatrième participation du pays à des Jeux olympiques d'hiver. La délégation marocaine, composée de douze athlètes en ski alpin et ski de fond, n'a remporté aucune médaille.